# 圣日耳曼-沙斯奈
圣日耳曼-沙斯奈（法語：Saint-Germain-Chassenay，法語發音：[sɛ̃ ʒɛʁmɛ̃ ʃasnɛ]）是法国涅夫勒省的一个市镇，位于该省南部偏西，属于讷韦尔区。该市镇于1830年由原市镇圣日耳曼昂维里（Saint-Germain-en-Viry）和沙斯奈（Chassenay）合并而成。

## 地理
圣日耳曼-沙斯奈（46°46'33"N, 3°23'34"E）面积24.03 平方千米，位于法国勃艮第-弗朗什-孔泰大區涅夫勒省，该省份为法国中部省份，北至约讷省，西北接卢瓦雷省，西接谢尔省，南至阿列省，东南接索恩-卢瓦尔省，东临科多尔省。
与圣日耳曼-沙斯奈接壤的市镇（或旧市镇、城区）包括：卢瓦尔河畔阿夫里勒、科赛、德西茲、圣帕里兹昂维里、图里-吕尔西。
圣日耳曼-沙斯奈的时区为UTC+01:00、UTC+02:00（夏令时）。

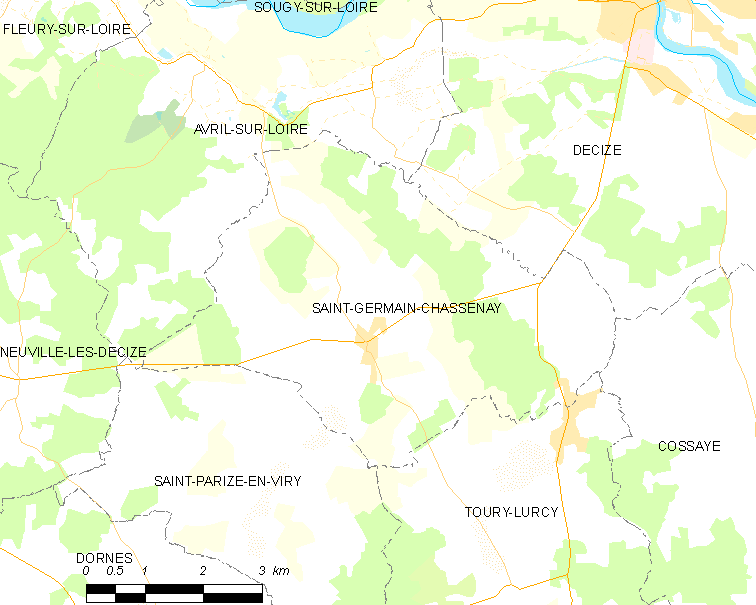
圣日耳曼-沙斯奈的OSM定位图

## 行政
圣日耳曼-沙斯奈的邮政编码为58300，INSEE市镇编码为58241。

## 政治
圣日耳曼-沙斯奈所属的省级选区为德西兹县。

## 交通
涅夫勒省省道D182线和D978A线在市中心交汇，省道D979A线经过境内东部。

## 人口

1962-2008年间圣日耳曼-沙斯奈人口变化图示

圣日耳曼-沙斯奈于2022年1月1日时的人口数量为309人。